# Ponta Camatara
Der Ponta Camatara ist ein Kap an der Nordküste Osttimors, im Osten der Insel Timor. Es liegt im  Suco Com (Verwaltungsamts Lautém, Gemeinde Lautém).
Südöstlich befindet sich der Ort Com, westlich das Dorf Airliu.